# Fizična plast
Fizična plast plast predpisuje prenosni medij, preko katerega se prenašajo podatki. Na fizični plasti so definirane mehanske in električne lastnosti, posebne funkcije, ki skrbijo za vzpostavitev, vzdrževanje in prekinitev zveze. Fizična plast definira nivo signala, hitrost prenosa, maksimalno možno razdaljo med uporabnikoma, mehanske lastnosti konektorjev in podobno. Naloga fizične plasti je, da abstraktira prenos informacije po mediju, prevajanje analognih signalov v digitalne ter digitalnih informacij v analogne signale.

## Protokoli fizične plasti
- DSL
- ISDN
- IRDA
- USB
- FireWire
- Bluetooth

## Naprave fizičnega sloja
- modem
- mrežna kartica
- ponavljalnik
- hub